# Ørjan Nyland
Ørjan Håskjold Nyland (Volda, 10 september 1990) is een Noors voetballer die als doelman speelt. Hij tekende in oktober 2022 bij RB Leipzig, dat hem transfervrij inlijfde. Nyland debuteerde in 2013 in het Noors nationaal elftal.

## Clubcarrière
Nyland speelde vijf seizoenen bij IL Hødd, waarin hij 59 competitieduels speelde. In januari 2013 trok hij transfervrij naar Molde FK. In april 2013 debuteerde Nyland voor zijn nieuwe club in de beker, tegen Elnesvågen og Omegn IL. Op 6 mei 2013 maakte de doelman zijn competitiedebuut voor Molde FK, tegen IK Start. In september 2013 werd zijn contract verlengd tot zomer 2018. Nyland speelde drie jaar voor Molde. Hij werd daarmee in 2014 Noors landskampioen en won in zowel 2013 als 2014 de Noorse voetbalbeker.
Nyland tekende in juli 2015 een contract tot medio 2019 bij FC Ingolstadt 04. Dat was toen net naar de Bundesliga gepromoveerd.

## Interlandcarrière
In september 2013 ontving Nyland voor het eerst een uitnodiging voor het Noors nationaal elftal. Hij werd opgeroepen voor WK-kwalificatiewedstrijden tegen Cyprus en Zwitserland. Op 20 november 2013 debuteerde hij voor Noorwegen in een oefeninterland tegen Schotland, die werd afgewerkt in het Akerstadion in Molde.
| Interlands van Ørjan Nyland voor Noorwegen | Interlands van Ørjan Nyland voor Noorwegen | Interlands van Ørjan Nyland voor Noorwegen | Interlands van Ørjan Nyland voor Noorwegen | Interlands van Ørjan Nyland voor Noorwegen | Interlands van Ørjan Nyland voor Noorwegen | Interlands van Ørjan Nyland voor Noorwegen |
| №                                          | Datum                                      | Wedstrijd                                  | Uitslag                                    | Soort wedstrijd                            | Doelpunten                                 | Assists                                    |
| Als speler bij Molde FK                    | Als speler bij Molde FK                    | Als speler bij Molde FK                    | Als speler bij Molde FK                    | Als speler bij Molde FK                    | Als speler bij Molde FK                    | Als speler bij Molde FK                    |
| ------------------------------------------ | ------------------------------------------ | ------------------------------------------ | ------------------------------------------ | ------------------------------------------ | ------------------------------------------ | ------------------------------------------ |
| 1.                                         | 19 november 2013                           | Noorwegen – Schotland                      | 0 – 1                                      | Vriendschappelijk                          | 0                                          | 0                                          |
| 2.                                         | 15 januari 2014                            | Moldavië – Noorwegen                       | 1 – 2                                      | Vriendschappelijk                          | 0                                          | 0                                          |
| 3.                                         | 5 maart 2014                               | Tsjechië – Noorwegen                       | 2 – 2                                      | Vriendschappelijk                          | 0                                          | 0                                          |
| 4.                                         | 27 mei 2014                                | Frankrijk – Noorwegen                      | 4 – 0                                      | Vriendschappelijk                          | 0                                          | 0                                          |
| 5.                                         | 3 september 2014                           | Engeland – Noorwegen                       | 1 – 0                                      | Vriendschappelijk                          | 0                                          | 0                                          |
| 6.                                         | 9 september 2014                           | Noorwegen – Italië                         | 0 – 2                                      | EK-kwalificatiewedstrijd                   | 0                                          | 0                                          |
| 7.                                         | 10 oktober 2014                            | Malta – Noorwegen                          | 0 – 3                                      | EK-kwalificatiewedstrijd                   | 0                                          | 0                                          |
| 8.                                         | 13 oktober 2014                            | Noorwegen – Bulgarije                      | 2 – 1                                      | EK-kwalificatiewedstrijd                   | 0                                          | 0                                          |
| 9.                                         | 12 november 2014                           | Noorwegen – Estland                        | 0 – 1                                      | Vriendschappelijk                          | 0                                          | 0                                          |
| 10.                                        | 16 november 2014                           | Azerbeidzjan – Noorwegen                   | 0 – 1                                      | EK-kwalificatiewedstrijd                   | 0                                          | 0                                          |

Bijgewerkt t/m 30 november 2014

## Erelijst
| Competitie           | Aantal   | Jaren      |          |          |
| Molde FK             | Molde FK | Molde FK   | Molde FK | Molde FK |
| -------------------- | -------- | ---------- | -------- | -------- |
| Kampioen Tippeligaen | 1x       | 2014       |          |          |
| Beker van Noorwegen  | 2x       | 2013, 2014 |          |          |
| RB Leipzig           |          |            |          |          |
| DFB-Pokal            | 1x       | 2022/23    |          |          |

1 Gulácsi ·
3 Geertruida ·
4 Orbán  ·
5 Bitshiabu ·
6 Elmas ·
7 Nusa ·
8 Haidara ·
9 Poulsen ·
10 Simons ·
11 Openda ·
13 Seiwald ·
14 Baumgartner ·
16 Klostermann ·
18 Vermeeren ·
19 Silva ·
20 Ouédraogo ·
22 Raum ·
23 Lukeba ·
24 Schlager ·
25 Zingerle ·
26 Vandevoordt ·
30 Šeško ·
31 Sakar ·
39 Henrichs ·
44 Kampl ·
47 Gebel ·
Coach: Rose
· Assistent-coach: Geideck
· Assistent-coach: Zickler